# Кокорін Микола Кирилович
Микола Кирилович Кокорін (нар. 8 [20] травня 1889, Лом (Марі-Турецький район), Уржумський повіт, Вятська губернія, Російська імперія — пом. 16 [29] травня 1917, Підгайці, Королівство Галичини та Володимирії, Долитавщина, Австро-Угорщина — нині Тернопільської області) — російський офіцер, льотчик-ас російської винищувальної авіації в Першій світовій війні.

## Біографія
Микола Кирилович Кокорін народився 8 (20) травня 1889 року в селі Лом Хлібниковської волості. Закінчив церковнопарафіяльну школу.
З 23 грудня 1910 року вступив на військову службу рядовим у Віслінську річкову мінну роту. 5 листопада 1911 року був направлений на навчання до офіцерської школи авіації відділу повітряного флоту. Спочатку його направили на курси мотористів, але після наполегливих рапортів він був направлений в 5-й Сибірський корпусний авіаційний загін. Там він був направлений на навчання до Севастопольської льотної школи. 2 жовтня 1914 року, здавши пілотський іспит, Кокорін отримав звання льотчика і диплом пілота-авіатора та був призначений в 4-й корпусний авіазагін. Протягом першого півріччя 1915 року Кокорін не раз виконував ризиковані розвідувальні польоти над позиціями противника. За ряд таких польотів він був нагороджений відзнакою Військового ордена IV ступеня (Георгіївським хрестом).
У червні 1915 року він був направлений до школи авіації Імператорського Московського товариства повітроплавання, де пройшов підготовку на нових швидкохідних апаратах типу «Моран» і «Ньюпор». З серпня 1915 року знову на фронті. У серпні наступного року його загін увійшов до першої бойової групи Південно-Західного фронту і Микола став лихим льотчиком винищувачем.
29 травня 1917 року в спільному польоті зі своїм постійним напарником унтерофіцером Михайлом Земблевичем Кокорін вступив у бій з п'ятьма літаками противника. У критичну хвилину бою Зембелевич залишив його одного. У бою Кокорін був смертельно поранений в груди, втратив керування літаком, той перейшов у штопор і розбився біля міста Підгайці Королівства Галичини та Володимирії Австро-Угорщини (нині — місто в Тернопільському районі Тернопільської області.
Труну і гвинт від літака, на якому він розбився, доставили в село Хлібниково (нині в Марі-Турецькому районі Марій Ел), тіло поховали на церковному кладовищі, де був встановлений пам'ятник і той самий гвинт. У роки радянської влади церква була напівзруйнована, і всі могили і пам'ятники зрівняли з землею. Гвинт, як розповідали, висів на стіні в адміністрації Хлібникова, подальша його доля невідома.

## Військові звання
- Рядовий (10.12.1910)
- Молодший унтерофіцер (20.07.1913)
- Старший унтерофіцер (11.02.1914)
- Прапорщик (25.08.1916 (за бойову звитягу)
- Підпоручик (22.07.1917 (посмертно))

## Нагороди
- Орден Святого Георгія IV ступеня — ПАФ від 31.07.1917 «за те, що, будучи в чині прапорщика, в повітряному бою 20 грудня 1916 р., зустрівши над нашими позиціями літак противника, атакував його і збив. Літак противника впав до нашого розташування».
- Орден Святої Анни IV ступеня — наказом по арміях Південно-Західного фронту № 111 від 26.01.1917 р.;
- Орден Святого Станіслава III ступеня — наказом по арміях Південно-Західного фронту № 454 від 13.04.1917 р.;
- Повний кавалер Георгіївського хресту:
  - IV ступеня № 192070 — наказом по 6-му Сибірському корпусу № 66 від 17.04.1915 «За відзнаку під час повітряної розвідки 12 березня 1915 р. в районі Сохачев, Лович, Скерневіци»;
  - III ступеня № 4204 — наказом по 2-й армії № 805 від 15.11.1915 «за самовіддані розвідки у квітні, травні, червні місяці 1915 року, і за те, що сміливо і відважно здійснював польоти над позицією противника і в його тилу, зробивши розвідку, доставляв цінні відомості про супротивника, кидав бомби по різних цілях, кожного разу літаючи під безперервним і запеклим вогнем противника; двічі повертався з пробитим осколками снарядів літаком»;
  - II ступеня № 21452 — наказом по 2-й армії № 49 від 13.01.1916 «за розвідку і бомбометання протягом серпня, вересня і жовтня місяця 1915 р., і за те, що… під час розвідки, перебуваючи в тилу противника і тримаючись в повітрі до 5 годин безперервно, старший унтерофіцер Кокорін давав можливість спостерігачеві детально розслідувати спостережуваний район і відзначити скупчення і пересування противника. Крім того, під час розвідки скинув з літака 13 бомб і одна з них 19 вересня 1915 р., за відомостями полонених, потрапила в похідну кухню противника»;
  - I ступеня № 10114 — наказом по 2-й армії № 463 від 06.06.1916 «За бойові розвідки тилу противника і бої з німецькими літаками протягом квітня місяця 1916 року, і за те, що 20 березня цього року льотчиком Кокоріним був здійснений політ до м. Свенцяни для обстеження тилу противника. Під час всього польоту над розташуванням противника (більше 100 верст) був обстрілюємо зосередженим вогнем його артилерії, снарядами якої здійснено 7 пробоїн в апараті і зламаний лонжерон крила, але незважаючи на це, мужньо виконав своє завдання, дав можливість своєму спостерігачеві детально обстежити тил противника і, крім того, сам особисто, незважаючи, на особливо сильний вогонь над Свенцянами, помітив вузькоколійну залізницю противника, знизився і переконавшись в цьому точно, визначив її напрямок».
- Георгіївська зброя — ПАФ від 31.07.1917 р. «за те, що, будучи в чині прапорщика, 12 листопада 1916 р., злетівши на літаку системи „Ньюпор“, зустрів у нашому розташуванні німецький літак і рішуче рушив на нього в атаку. Помітивши це, німецький льотчик відкритий кулеметний вогонь, але, незважаючи на явну небезпеку бути збитим, підпоручик Кокорін підійшов до літака противника на досить близьку відстань і тільки тоді, у свою чергу, відкрив кулеметний вогонь, поранив німецького льотчика і змусив літак противника приземлитися в нашому розташуванні».

## Перемоги
- 25 листопада 1916 року — німецький літак (екіпаж узятий у полон)
- 2 січня 1917 року — німецький літак
- 14 квітня 1917 року — Альбатрос С.III (екіпаж взято в полон)
- 24 травня 1917 року — Бранденбург с.I
- 26 травня 1917 року — Бранденбург с.I